# 高山峰三郎
高山 峰三郎（たかやま みねさぶろう、1835年11月15日（天保6年9月25日） - 1899年（明治32年）2月）は、日本の武士、剣術家。流派は直心影流。称号は大日本武徳会精錬証。維新後の職業は警察官。階級は警部。警視庁の撃剣世話掛36名を連破した記録で有名。

## 経歴

### 生い立ち
伊予国大洲藩士の子として生まれる。家は代々儒学で藩に仕えていた。7歳の頃、父とともに江戸へ出て、藤川貞近（直心影流）に入門。修めた後、近藤弥之助（忠也派一刀流）、塚田孔平（北辰一刀流）に学び、桃井春蔵（鏡心明智流）の道場・士学館に入門する。

### 幕末期
1865年（慶応元年）、士学館同門の上田馬之助が新両替町（銀座）の料亭で天童藩の武士2人と喧嘩になり、斬り殺した。このとき高山は付近で秋山多吉郎と夕餉の買物をしていた。現場は新徴組によって封鎖されたが、士学館に通う顔見知りの隊士から上田の無事を伝えられた。
その後、京都へ出て、戸田一心斎（直心影流）の道場の師範代となる。戸田道場は門人1000人ともいわれる大道場で、当時藩命で京都を偵察していた平戸藩士桑田源之丞（籠手田安定）も通っていた。

### 明治維新後
1868年（明治元年）、松江藩に剣術師範として招かれたが、廃藩によって解雇。滋賀県の大津で路頭に迷っていたところ桑田（籠手田）と再会し、滋賀県権令（後の知事）に出世していた桑田の計らいで滋賀県警察部の一等巡査に採用された。1880年（明治13年）4月、大津に養勇館が落成し、高山は場長を任された。
1883年（明治16年）12月、籠手田が東京での地方官会議に出席する際、高山ら関西の剣客約10名を引き連れ、警視庁に試合を挑んだ。高山は真貝忠篤、三橋鑑一郎、得能関四郎ら撃剣世話掛36名を連破し、最終日の逸見宗助との試合には警視総監樺山資紀も観戦に訪れた。逸見には敗れたものの明治剣道史の大記録となった。
1884年（明治17年）11月8日、警視庁主催の向ヶ岡弥生社撃剣大会に出場。警視庁の柿本清吉、阪部大作、木下守一、そして昨年に敗れた逸見宗助にも勝ち、全勝した。
1885年（明治18年）9月、籠手田は島根県知事となり、高山を島根県に招いた。翌1886年（明治19年）3月19日、高山は島根県御用掛となり、警察・監獄で剣術を教授した。
1891年（明治24年）1月23日、兵庫県庁内で開かれた撃剣大会で、特別試合として松崎浪四郎と対戦して勝ち、兵庫県知事から白鞘の短刀を授与された。
1893年（明治26年）6月、大阪府警察部に転任。

### 晩年
1895年（明治28年）10月、大日本武徳会第1回武徳祭大演武会に出場。三橋鑑一郎に敗れたものの、特に優秀と認められ同会から精錬証を授与された。この頃には、籠手田とは疎遠になっていた。
1896年（明治29年）4月、滋賀県知事に再任していた籠手田が、高山、奥村左近太、香川善治郎、高橋赳太郎らを招いて大津で撃剣大会を開催した。試合前夜、高山は籠手田に久闊を叙し、再び籠手田の下で働きたいと願い出たが、籠手田は「明日、小関教政に勝ったら考える」と返答した。当時、高山62歳、小関25歳であった。これを聞いた高山は、憤然として席を立ったという。翌日、高山は酒気を帯びて試合場に現れ、小関に敗北。剣士生命を終えた。
1899年（明治32年）2月、大阪で死去。享年65。その翌月に籠手田も死去した。同年9月、小関は大日本武徳会本部教授に就任。高山との試合について、「大日本武徳会本部教授拝命し今日の地位を得し基因とも云ふ可き大切の試合なりし」と手記で述懐した。